# École nationale supérieure d'architecture de Nancy
Pour les articles homonymes, voir EAN.
L'École nationale supérieure d'architecture de Nancy est une école d'architecture située 2 rue Bastien-Lepage à Nancy, qui a été créée en 1969, et relève du ministère de la Culture depuis 1996.

## Présentation de l'école

### Historique
L'école a précédemment occupé des locaux « provisoires » construits par Jean Prouvé et Michel Folliasson à Villers-lès-Nancy, en 1970.
- 1968 : le décret d'André Malraux confirme la réforme de l'enseignement de l'architecture et le dégage de la tutelle de l'École des Beaux-Arts.
- 1969 : création de l'École d'architecture de Nancy. L'enseignement devient autonome sous l'appellation d'Unité pédagogique d'architecture (UPA) de Nancy.
- 1970 : installation au parc de Remicourt, sortie de la tutelle de l'École nationale des Beaux-Arts. Michel Folliasson réalise les plans à partir d'éléments préfabriqués, élaborés par Jean Prouvé.
- 1970 : 1er centre de recherche : le Centre d'études méthodologiques pour l'architecture (CEMPA).
- 1975 : 1er laboratoire rattaché à UPA : le Laboratoire d'architecturologie et de recherches épistémologiques en architecture (LAREA).
- 1985 : création du premier laboratoire : le Laboratoire d'histoire de l'architecture contemporaine (LHAC).
- 1987 : création du second laboratoire : le Centre de recherche en architecture et ingénierie (CRAI).
- 1988-1989 : 1er échange Erasmus avec l'École d'architecture de Porto.
- 1990 : exposition des 20 ans de l'école dans la Galerie Poirel.
- 5 juillet 1994 : pose de la première pierre de la nouvelle école conçue par Livio Vacchini et les architectes FRANÇOIS-HENRION.
- 1994 : 1re Semaine internationale d'architecture[2]
- février 1996 : ouverture de la nouvelle école ; premier cours le 11 mars 1996 à 8 h
- 1998 : 1er doctorat "Sciences de l'architecture" soutenu à l'école
- 2000 : 1re convention de partenariat avec Changzhi (Chine)
- 2001 : 1er séminaire Structure Textile
- 15 février 2003 : 1re journée portes ouvertes de l'école
- 2004 : 1ers Défis du bois[3]
  - 1er Séminaire de réhabilitation urbaine
  - 1re Semaine architecture et patrimoine
- 2005 : 1er Studio digital coopératif (CRAI)
- 2009 : 1re Folle journée de l'architecture[4]
- 2010 : exposition des 40 ans de l'école[5]
  - Inauguration du Parvis Livio Vacchini
  - 1er Gala des étudiants[6]
- 2011 : 1re Journée Verticale[7]

### Organisation
L’École nationale supérieure d'architecture de Nancy, est un établissement public administratif d'enseignement supérieur. Elle est issue de la réforme de 1968 détachant l'enseignement de l'architecture de l'École des beaux-arts de Nancy sous le nom d'Unité pédagogique de Nancy en 1969.
Elle est l'un des vingt établissements français autorisés à délivrer le diplôme d'architecture d'État.
Liée à l'Institut national polytechnique de Lorraine (INPL) par une convention de coopération, elle est également membre associé du pôle universitaire européen de Nancy-Metz dénommé Université de Lorraine ainsi que de la Conférence des grandes écoles.

### Le bâtiment
Le bâtiment a été conçu par l'architecte suisse Livio Vacchini associé pour ce projet à Christian François, architecte du cabinet François-Henrion. Il constitua la première construction d'envergure de la ZAC Stanislas-Meurthe. Déclarée « opération pilote » en matière d'hygiène et de sécurité du travail, l'école est composée d'éléments en béton armé préfabriqués sur place. La première pierre est posée le 5 juillet 1994 et son ouverture a lieu en 1996. L'architecte tessinois a dessiné un bâtiment symétrique dont l'épicentre est la médiathèque qui semble se propager verticalement dans tout l'édifice à travers le volume de l'atrium qu'elle constitue. C'est cette partie que l'artiste Felice Varini a choisie pour y projeter un tracé bleu peint sur les éléments architectoniques qui coiffent l'atrium, anamorphose qui se recompose lorsqu'on l'observe depuis le second étage. La structure apparente omniprésente de l'école consiste en un assemblage de piliers carrés (43 × 43 × h 296 cm) et de voûtains formant plancher également en béton armé, qui mesurent parfois plus de dix mètres dans les salles de cours. Les proportions harmoniques du Modulor y font loi (trame constructive 2,26 × 9,57 m).

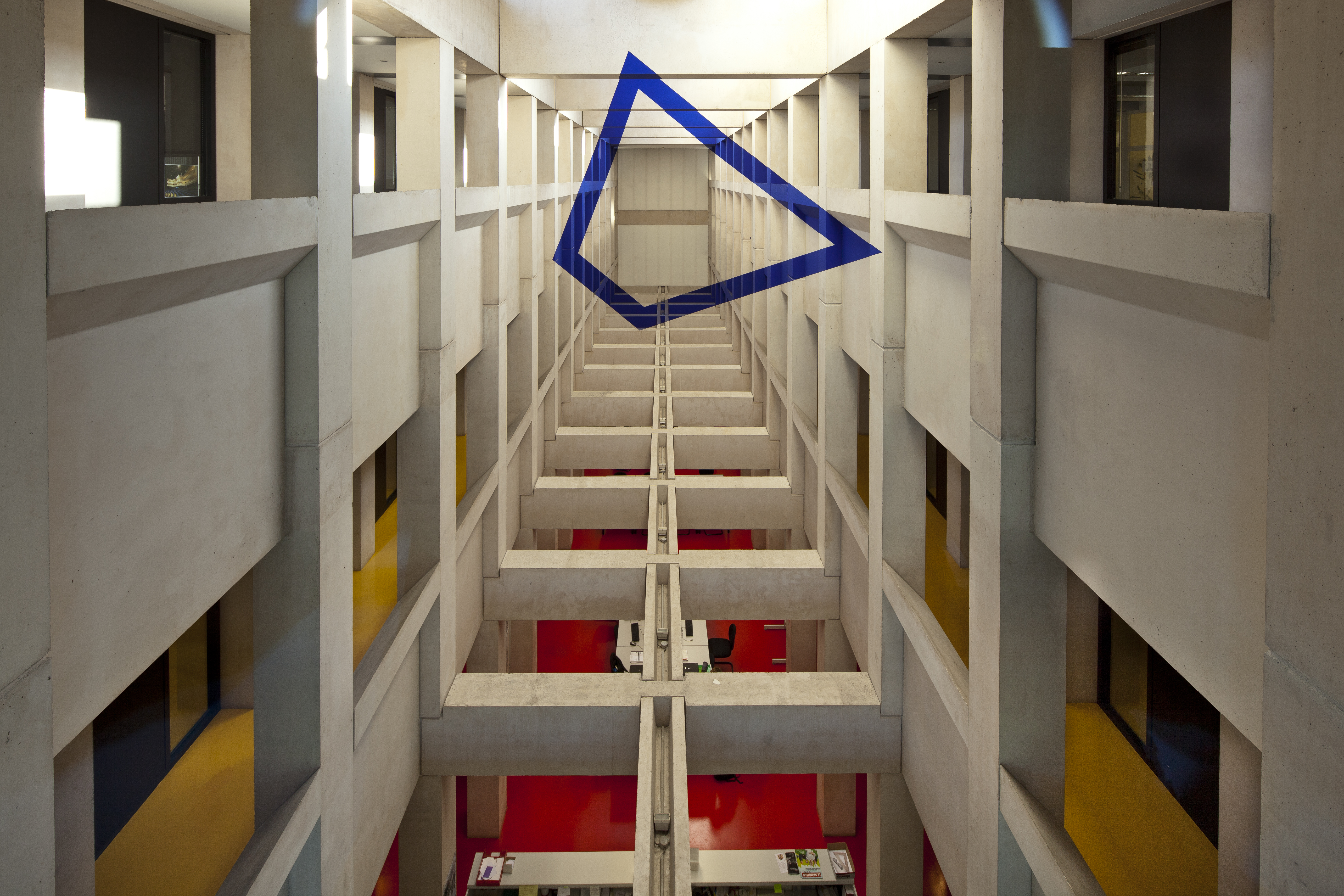
Une anamorphose réalisée par Felice Varini

Le béton blanc laisse paraître une tonalité rosée due au sable de Moselle avec lequel il est fabriqué. Le bâtiment étonne car il présente assez peu d'ouvertures. Sur la rue Bastien Lepage, qui est aussi l'entrée administrative, la façade dispose de baies vitrées horizontales, uniquement en rez-de-chaussée. Pour des raisons de réglementation incendie, des escaliers de secours placés derrière de voiles de béton sont venus contrarier ce dessein.
La façade latérale, sur la rue Henri Bazin (identique à celle du côté opposé), propose une alternance d'amples baies verticales et de trumeaux de béton s'accompagnant de grands « cils », sortes de pylônes profilés auto-stables, placés juste en avant de la façade dont ils reprennent la hauteur ; lancés vers le ciel et disposés à intervalles égaux. Cette rythmique est prolongée au-delà de la façade, le long de la parcelle, délimitant visuellement le parvis tout en s'acquittant des prescriptions urbanistiques d'alignement.
La façade côté parvis et canal est la plus monolithique. Elle est animée par les éléments de parement, en forme de caissons creux du même béton dont les ombres très graphiques accusent l'horizontalité du bâtiment, ainsi que par la loggia de l'entrée et les baies supérieures placés en son centre. Ce maillage rectangulaire trouve écho dans l'alternance linéaire des parties dallées et des bandes de pelouse qui constituent le parvis. Cette entrée secondaire a été conçue comme l'entrée destinée aux étudiants.
Pour chaque niveau, le sol est traité en surface uniforme et sans joints : une résine teintée dans une couleur primaire (rouge pour la terre au rez-de-chaussée, jaune pour la lumière au 1er étage et bleu pour le ciel au 2e étage) diffuse par rebond de rayon solaire sa lumière colorée sur les pâles aspérités du béton. Les menuiseries extérieures en aluminium sont très présentes au niveau des patios extérieurs.
- Au sous-sol se trouvent les accès bas des amphithéâtres, et les parkings.
- Au rez-de-chaussée sont les halls accueil et exposition, les accès hauts des amphithéâtres, la cafétéria, la reprographie et la médiathèque.
- Le premier étage est partagé entre salles de cours et salles informatiques.
- Au second étage se trouvent les laboratoires de recherche, les bureaux, et la salle Jean-Prouvé qui est équipée du mobilier original du célèbre créateur nancéien.

L'ENSarchitecture de Nancy vue de l'intérieur
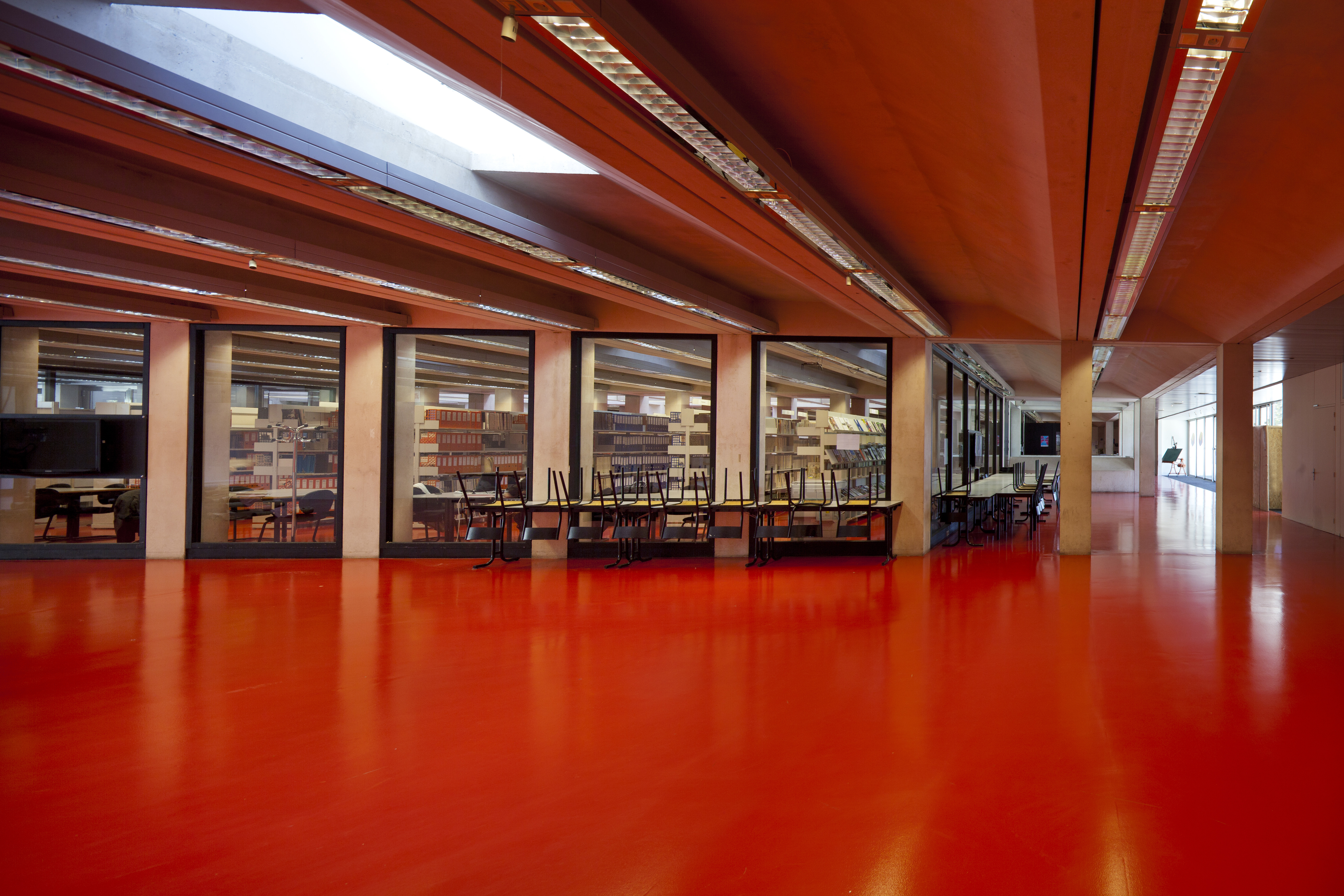
Le rez-de-chaussée : niveau public et étudiant
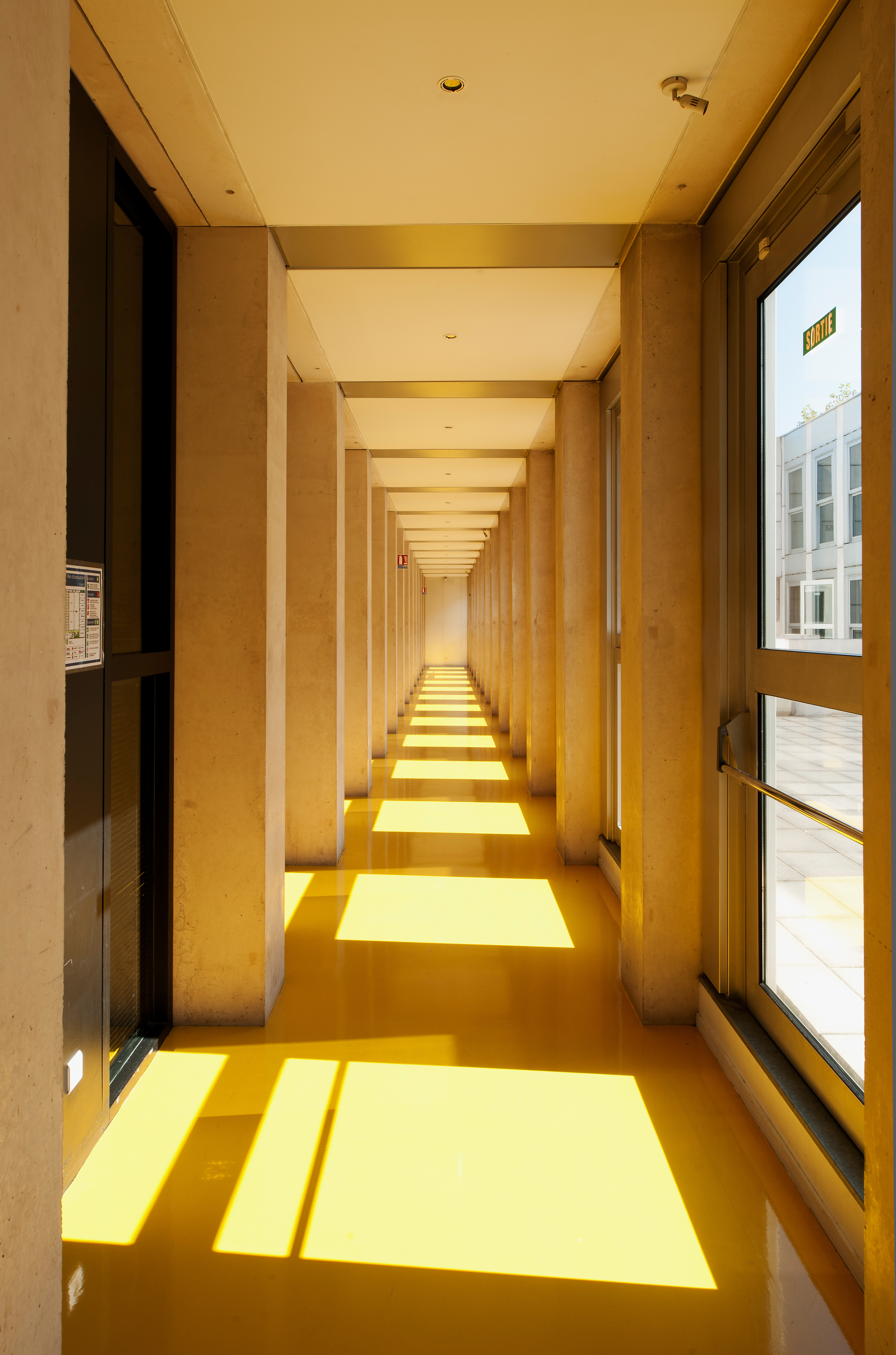
1er étage : niveau étudiant
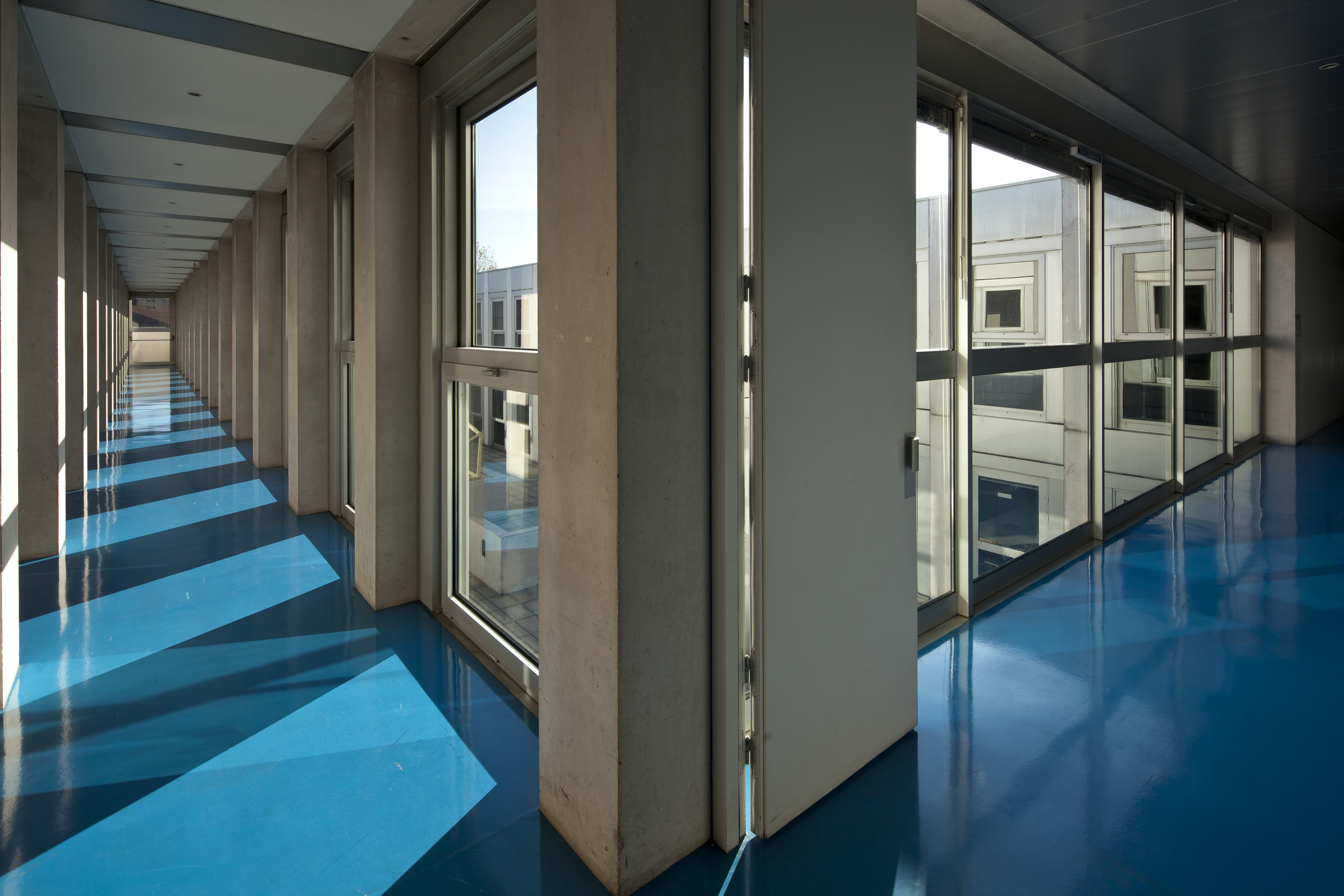
2e étage : laboratoires et administration

Le 22 mai 2017, après 21 ans, un mur du bâtiment s'effondre dans la rue, sans faire de victime,. La fragilité structurelle ayant conduit à cet incident était connue depuis 2011, selon un rapport de l'Inspection Générale des Affaires Culturelles, qui pointe par ailleurs plusieurs irrégularités dans la gestion de l'école. Après avoir été provisoirement hébergée dans l'ancienne Ecole des Beaux-Arts (vacante depuis la création de l'Artem) le temps des expertises et des travaux, l'ENSarchitecture réintègre son bâtiment en 2021.

### Directeurs de l'école
- 1970 : Claude Chambon
- 1977 : Christine Malot-Arnal
- 1983 : J. P. Halevy
- 1988 : Rose Meunier
- 1991 : André Moneret
- 1994 : Denis Grandjean
- 2009 : Lorenzo Diez[15],[16]
- 2020 : Gaëlle Perraudin[17]

## La recherche et l'innovation
Des thématiques comme les outils numériques, les processus collaboratifs, les matériaux, l'urbanisme et le patrimoine font partie des axes de recherche architecturale des deux laboratoires.[réf. souhaitée]

## Personnalités liées à l'école
- Philippe Boudon, ancien professeur et membre fondateur de l'école
- Alain Sarfati, membre fondateur de l'école